# Pseudopallene pacifica
Pseudopallene pacifica är en havsspindelart som beskrevs av Losina-Losinsky, L.K. 1961. Pseudopallene pacifica ingår i släktet Pseudopallene och familjen Callipallenidae. Inga underarter finns listade i Catalogue of Life.